# Microstylum umbrosum
Microstylum umbrosum là một loài ruồi trong họ Asilidae. Microstylum umbrosum được Bromley miêu tả năm 1931. Loài này phân bố ở vùng nhiệt đới châu Phi.